# Love's Old Sweet Song (film 1923)
Love's Old Sweet Song è un cortometraggio del 1923 diretto da J. Searle Dawley. Il film fu oggetto di una battaglia legale tra Lee De Forest e uno dei suoi impiegati, Freeman H. Owens per il brevetto del sistema Phonofilm, uno dei brevetti fondamentali sul processo del cinema sonoro.

## Produzione
Il film fu prodotto dalla Norca Pictures, sonorizzato con il sistema Phonofilm usando la canzone Love's Old Sweet Song di J.L. Molloy.

## Distribuzione
Distribuito dalla Hopp Hadley, il film - un cortometraggio di venti minuti - uscì nelle sale cinematografiche USA il 1º febbraio 1923.